# Albert Bayet
Pour les articles homonymes, voir Bayet (homonymie).
Albert Pierre Jules Joseph Bayet, né le 1er février 1880 à Lyon, mort le 26 juin 1961 dans le 7e arrondissement de Paris, est un résistant et sociologue français, professeur à la Sorbonne et à l'École pratique des hautes études.

## Biographie
Il est le fils de Charles Bayet, historien de l’art byzantin, directeur de l'enseignement supérieur, et le gendre de l’historien Alphonse Aulard. Normalien. Il est agrégé de lettres en 1901. Il prend part pendant la Première Guerre mondiale à l'expédition de Salonique. Devenu docteur ès lettres en 1922, puis professeur au lycée Louis-le-Grand, il est directeur d’études de la section « Histoire des idées morales » de l’École pratique des hautes études à partir de 1923, puis chargé de cours de morale à la Sorbonne.
Il collabore également à de nombreux périodiques républicains et laïcs : L’Action, L’Homme libre, le Quotidien, La Lumière, La République, L’Œuvre, L’Éveil des Peuples ou encore Regards, contribuant au lancement de certains d'entre eux.
En 1940, il déplore l’armistice, qu’il perçoit comme une trahison. Rapidement révoqué par le régime de Vichy, il rejoint la résistance en 1942 dans la région lyonnaise. Membre du mouvement « Franc-Tireur », il partage, en dépit de son âge, le travail et les risques de la clandestinité.
Il est président puis coprésident avec Claude Frézal, fondateur du Berry Républicain, de la Fédération nationale de la presse française du 25 août 1944 à sa mort en 1961. De novembre 1944 à août 1945, il siège à l'Assemblée consultative, où il représente le mouvement de Résistance Franc-Tireur. Après avoir été président de la Fédération nationale de la presse clandestine en 1943 et 1944, il participe avec Victor Charbonnel au journal L'Action. Il est également membre de la Ligue des droits de l'homme pendant de longues années, président de la Ligue de l'enseignement de 1949 à 1959, secrétaire général de l’Union rationaliste et membre de la Ligue pour le relèvement de la moralité publique. Il fait également partie de ceux qui, peu après la Libération, quittent le Parti radical-socialiste pour rejoindre l'Union progressiste, le parti politique des « compagnons de route » du Parti communiste français.

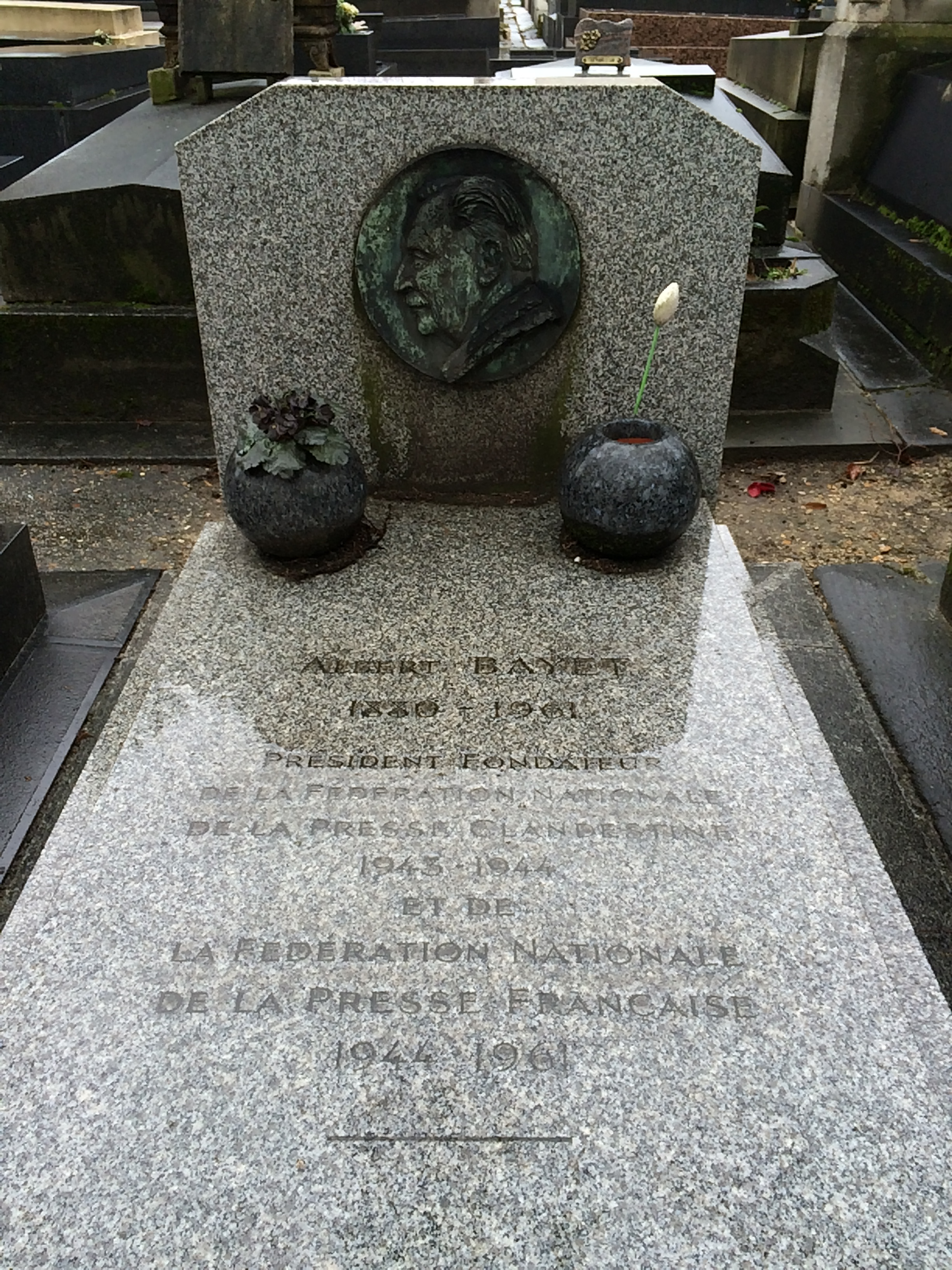
Tombe d'Albert Bayet au cimetière du Montparnasse.

Il est inhumé au cimetière du Montparnasse.

### Positions
Albert Bayet milite sa vie durant en faveur d'un idéal républicain se rattachant à la tradition radicale, jacobine et laïque. Convaincu dans les années 1920 de la défense de la paix par la coopération économique internationale, il défend la réconciliation franco-allemande par l’annulation des dettes et l’extension des compétences de la puissance publique dans le domaine économique.
Il se situe résolument sur l'aile gauche du Parti radical et s'engage en faveur du Front populaire. Opposé à la politique de non-intervention en Espagne, il multiplie les articles, les conférences en faveur des républicains espagnols. Il milite également pour une politique de fermeté face à l’Allemagne nazie, soutenant ardemment le traité franco-soviétique de 1935 et dénonçant tant les accords de Munich (1938) que le pacte germano-soviétique (1939). Son amitié pour l'Union soviétique le conduit à croire en la bonne foi du régime stalinien lors des procès de Moscou (1936-1938).
Comme de nombreux socialistes, il incarne sur la question coloniale une tendance favorable à la « mission civilisatrice » de l'Empire colonial français. Hostile au rejet global de la colonisation et à la possibilité d'une certaine auto-détermination pour les peuples indigènes, il pense au contraire qu'il est du devoir des puissances coloniales de civiliser les indigènes jusqu'au moment où ceux-ci seront capables d'exercer leurs droits humains.
Devenu dans l'après-guerre président de la Fédération nationale de la presse française, il souhaite faire adopter un « projet de déclaration des droits et devoirs de la presse libre » : « La presse n'est pas un instrument de profit commercial. C'est un instrument de culture. Sa mission est de donner des informations exactes, de défendre des idées, de servir la cause du progrès humain. La presse est libre lorsqu'elle ne dépend ni du gouvernement ni des puissances d'argent, mais de la seule conscience des journalistes et des lecteurs. »

## Ouvrages
- Les Écrivains politiques du XVIIIe siècle, extraits avec une introduction et des notes par Albert Bayet et François Albert, 1904.
- La Morale scientifique, essai sur les applications morales des sciences sociologiques, 1905.
- L'Idée de Bien, essai sur le principe de l'art moral rationnel, 1908.
- Les Idées mortes, 1908.
- Le Mirage de la vertu, 1912.
- La Casuistique chrétienne contemporaine, 1913.
- Le Suicide et la Morale, 1922 ; 1975 ; 2007.
- La Science des faits moraux, 1925.
- Notre morale, 1926.
- Les Morales de l'Évangile, 1927.
- Le Livre de morale des écoles primaires. Cours moyen et supérieur, 1928.
- Les Provinciales de Pascal, 1929.
- Histoire de la morale en France, 2 vol., 1930-1931.
- La Morale de la Science, 1931 ; 1947.
- Le Problème de Jésus et les Origines du christianisme, avec Prosper Alfaric et Paul-Louis Couchoud, 1932.
- Le Radicalisme, 1932.
- Pacifisme et Christianisme aux premiers siècles, 1934.
- Attentats et terreur : instruments de conquête politique, Comité franco-espagnol, brochure, 1937.
- Histoire de France, 1938.
- Qu'est-ce que le rationalisme ? 1939.
- Histoire de la Déclaration des droits de l'homme : du 89 politique au 89 économique, 1939.
- Pétain et la Cinquième Colonne, 1944 (publié clandestinement durant l'Occupation).
- Les Pensées de Pascal, 1948.
- Pour une réconciliation française. Laïcité XXe siècle, 1958.
- Histoire de la libre-pensée, 1959 ; « Que sais-je ? » no 848, 1970.

## Hommage
lycee Albert bayet à Tours 
- Rue Albert-Bayet (Paris)

## Distinctions
- Grand officier de la Légion d'honneur (7 novembre 1958)[7]
- Croix de guerre 1914–1918
- Médaille de la Résistance française, avec rosette (11 mars 1947)
- Commandeur de l'ordre des Palmes académiques
- Médaille d'honneur de l'éducation physique et des sports, or (1951)